# The Siege of Candia. An Epic Poem

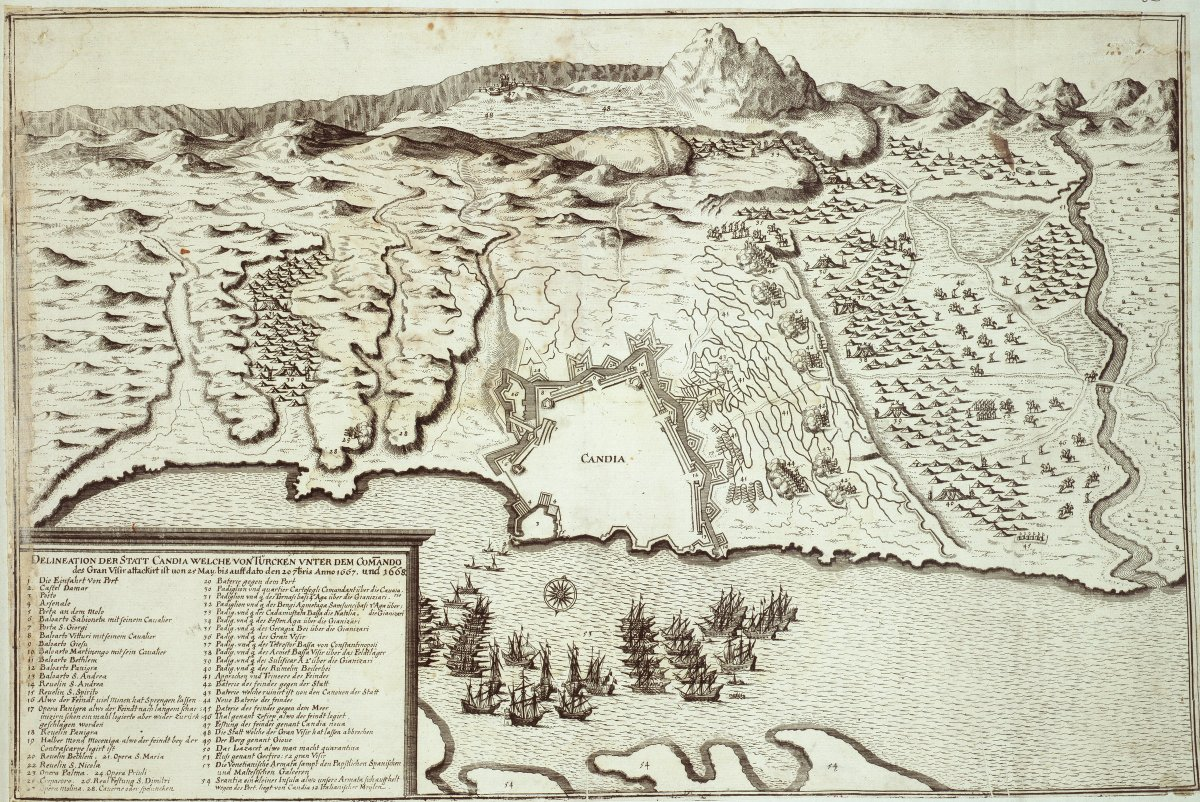
Oblężenie Kandii na dawnym sztychu

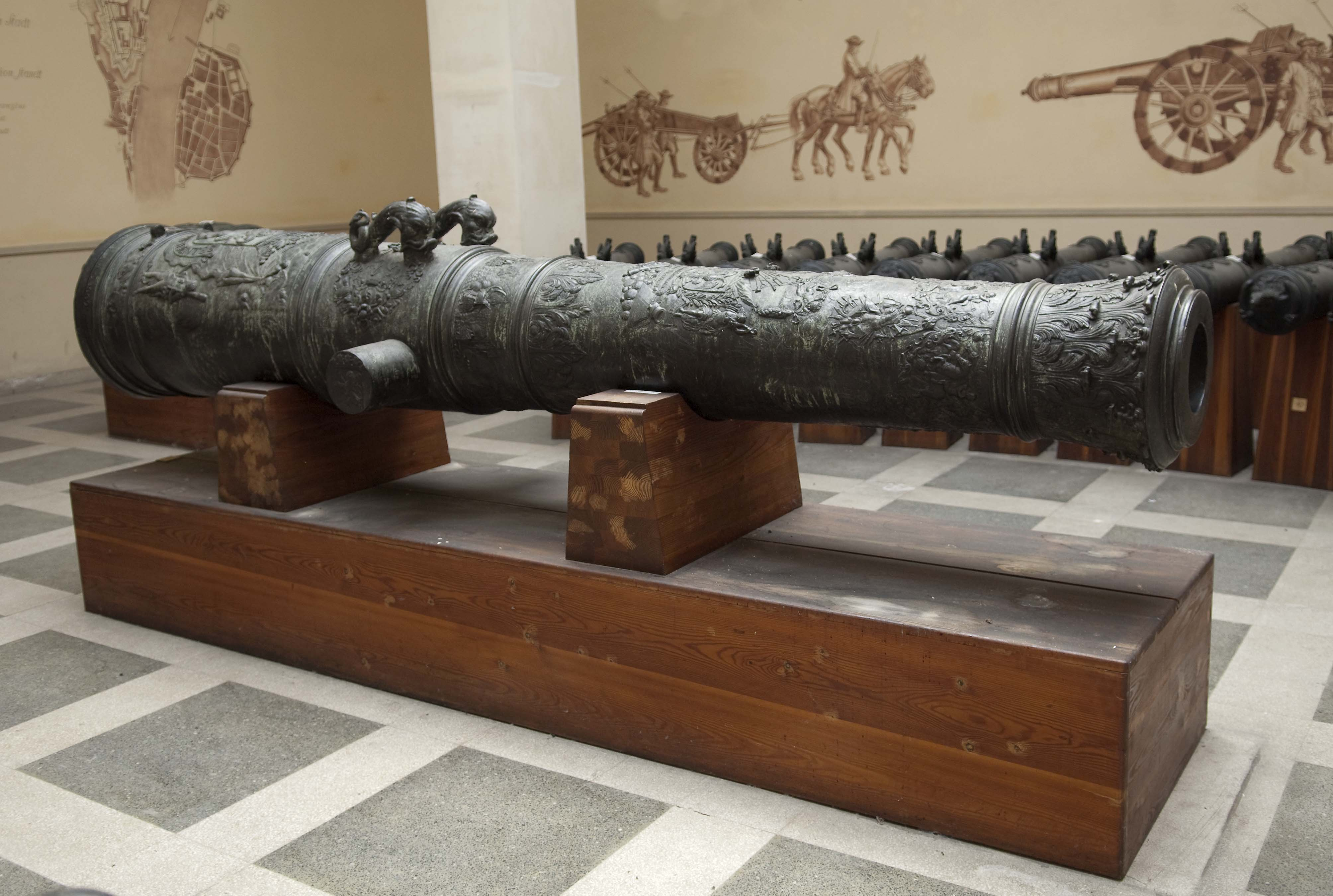
Austriacka kartauna z czasów bitwy o Kandię

The Siege of Candia. An Epic Poem – utwór poetycki dziewiętnastowiecznego angielskiego poety Richarda Harrisa, opublikowany w Londynie w 1860 nakładem oficyny Darton and Co. Utwór opowiada o wieloletnim oblężeniu Kandii, twierdzy leżącej na Krecie, przez Turków w siedemnastym wieku. Składa się z dwunastu ksiąg opatrzonych argumentami (streszczeniami). Jest napisany parzyście rymowanym pentametrem jambicznym (heroic couplet).

The tale of Candia and her direful wars,
Relate, O Muse! reveal the guiltless cause;
Recount how nations suffered and expired,
When love itself a train of passions fired;
Till boundless round the fearful quarrel raged,
And nations, war with peaceful nations waged,
Say, from what source teh evil tide arose,
That pour'd o'er Crete its devastating woes.